# 裴介遗址
裴介遗址，位于山西省运城市夏县裴介镇裴介村，是中华人民共和国山西省文物保护单位之一。
2004年6月10日，授予山西省文物保护单位，是一座古遗址。